# Khiêu dâm

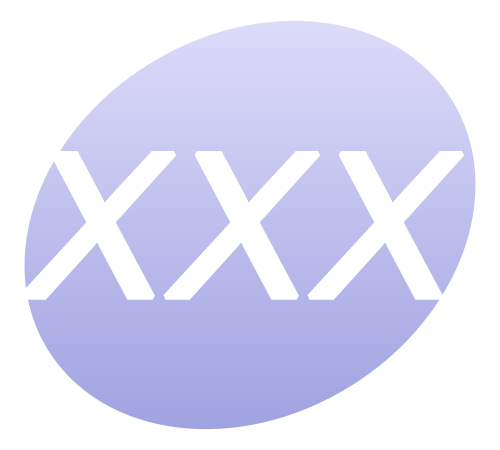
Nội dung khiêu dâm thường có ba chữ "XXX".

Khiêu dâm là sự khai thác đề tài hoạt động tình dục chỉ để kích thích ham muốn về tình dục. Nội dung tình dục có nhiều hình thức, như tạp chí, hoạt họa, văn, phim, video và trò chơi video. Có thể phân biệt giữa khiêu dâm, tác phẩm văn học nghệ thuật gợi tình, múa thoát y và sự biểu diễn hoạt động tình dục.
Xưa nay nội dung khiêu dâm bị lên án là đồi bại, gây nghiện và độc hại và chịu sự kiểm duyệt, cấm đoán và tiêu hủy ở nhiều nơi. Tuy nhiên, định nghĩa của khiêu dâm thay đổi tùy theo thời kỳ lịch sử, văn hóa và mỗi nước. Ví dụ: vào thế kỷ 19, người Mỹ thì lên án những bộ phim của Thomas Edison là đồi bại, nhưng người Pháp thì rất hoan nghênh phim của Eugene Pirou. Từ năm 1969, xã hội các nước phương Tây bắt đầu trở nên thoáng hơn về chủ đề tình dục. Bộ phim Blue Movie của Andy Warhol là bộ phim có cảnh quan hệ tình dục thật đầu tiên được công chiếu ở Hoa Kỳ. Những bộ phim khiêu dâm hay nhất đi vào thịnh hành ở Hoa Kỳ.

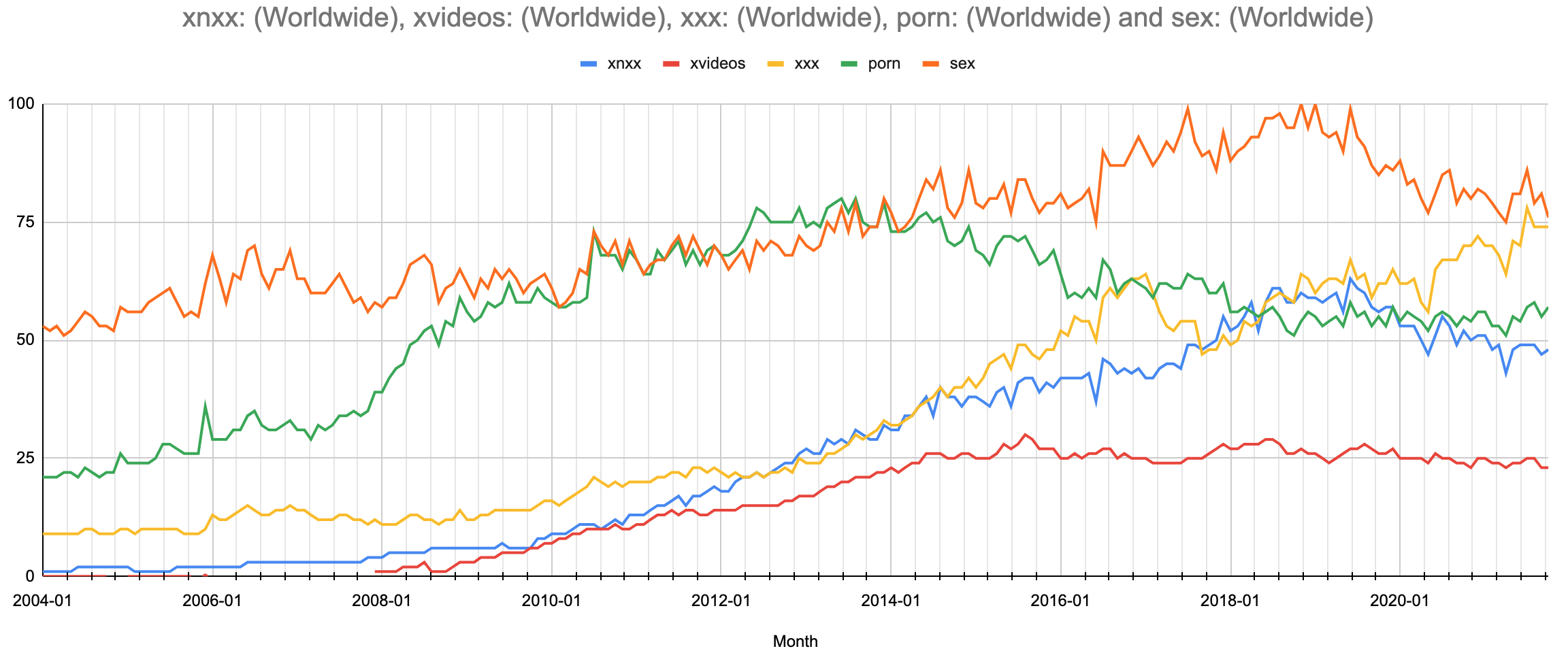
Những từ khóa khiêu dâm thịnh hành trên mạng.

Ngành kinh doanh khiêu dâm bắt đầu phát triển vào nửa sau thế kỷ 20 nhờ Internet và băng video cho thuê. Năm 2006, doanh thu của ngành khiêu dâm toàn cầu đạt 97 tỷ USD, chỉ của Hoa Kỳ thôi chiếm 10-12 tỷ USD. Ngành khiêu dâm có ấn phẩm riêng, hiệp hội ngành nghề riêng và giải thưởng riêng như Giải thưởng AVN. Ngoài ra, ngành cũng được báo chí chính thống, tổ chức tư nhân, cơ quan nhà nước và đoàn thể chính trị theo dõi. Gần đây, những nội dung khiêu dâm không có sự đồng thuận của người trong nội dung và nội dung buôn bán tình dục được lưu hành trên các trang mạng khiêu dâm lớn.

## Lịch sử

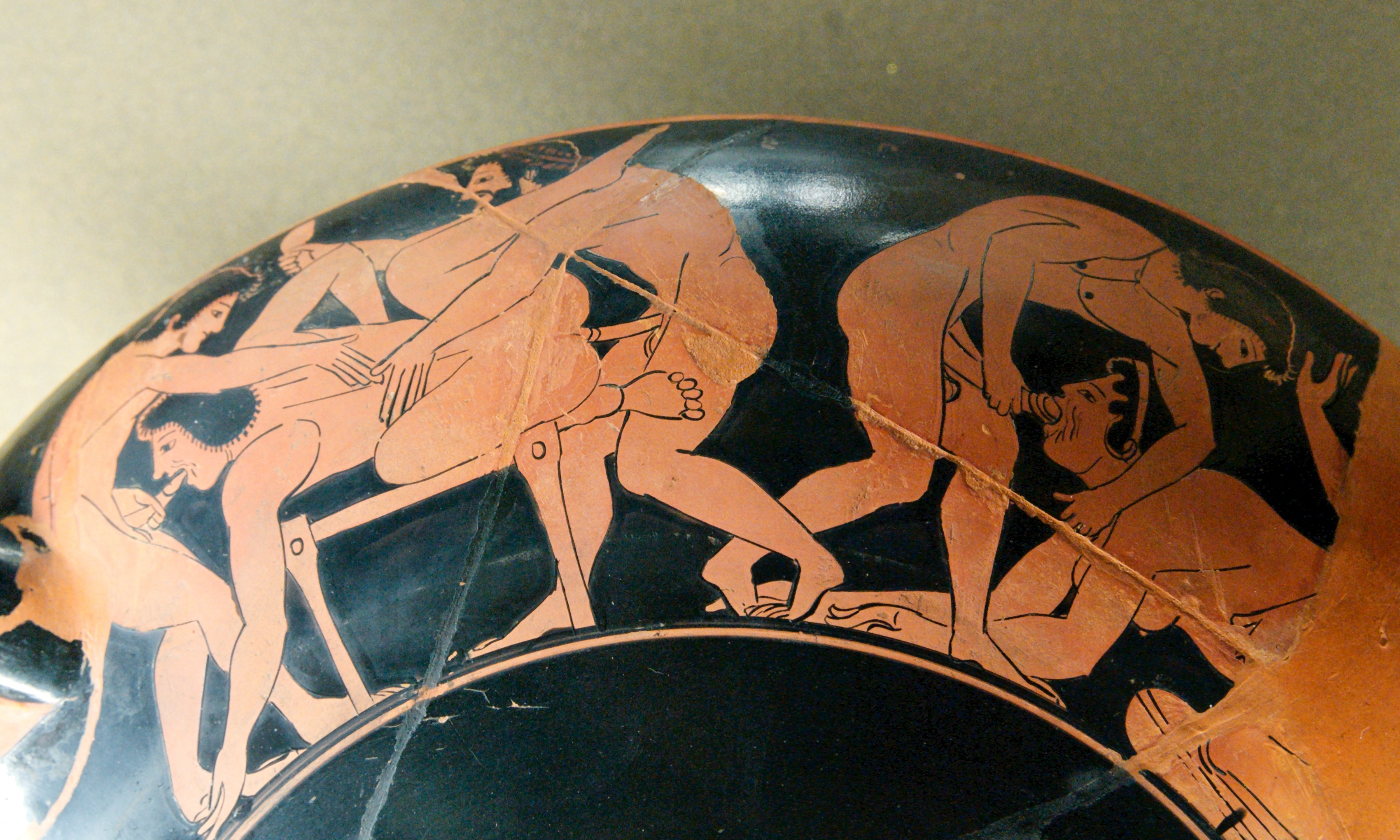
Hình khiêu dâm trên miệng chén rượu từ Attica, vào khoảng năm 510 TCN.

Từ thời tiền sử con người đã làm ra những đồ vật, hình có tính tình dục sự như tượng Venus và nghệ thuật trên đá. Đã tìm thấy nhiều đồ tạo tác ở vùng Lưỡng Hà có hình ảnh quan hệ tình dục nam nữ.
Nghệ thuật Ai Cập cổ đại thường không có miêu tả quan hệ tình dục, nhưng đã tìm thấy hình vẽ quan hệ tình dục nam nữ trên những mảnh đồ gốm và tường. Một cuộn giấy cói tìm thấy ở làng Deir el-Medina có mười hai hình minh họa những tư thế quan hệ tình dục nam nữ. Nét vẽ khéo biểu thị người xem thuộc tầng lớp giàu có. Khả năng là cuộn giấy được làm ra vào Thời kỳ Ramesside. Tới nay vẫn chưa tìm thấy cuộn giấy cói giống vậy.

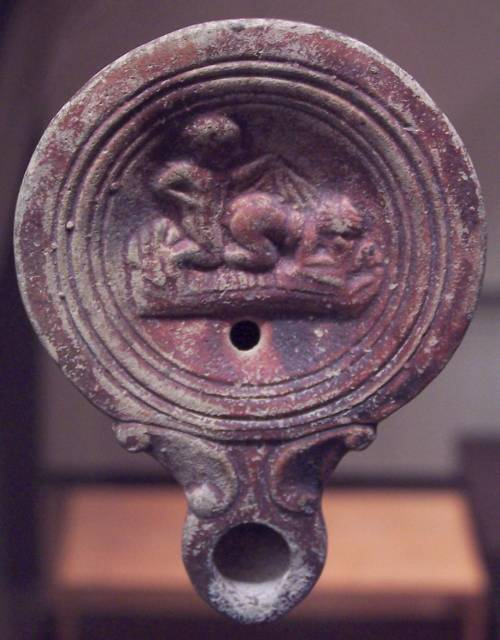
Hiện vật đèn dầu có chạm tư thế quan hệ tình dục kiểu chó

Fanny Hill (1748) là tác phẩm tiểu thuyết của John Cleland, xuất bản lần đầu tiên ở Anh, được công nhận là "tác phẩm khiêu dâm văn xuôi tiếng Anh đầu tiên và tác phẩm khiêu dâm đầu tiên lấy hình thức tiểu thuyết". Quyển tiểu thuyết là một trong những quyển sách bị cấm, tiêu hủy thường xuyên nhất trong lịch sử. Tác giả bị khởi tố vì tội "tha hóa thần dân của quốc vương".
Lúc khai quật thành cổ Pompeii vào thập niên 1860 thì tìm thấy nhiều hiện vật khiêu dâm của La Mã cổ đại. Giới trí thức Anh bị sốc bởi vì bấy giờ tự nhận là người kế thừa di sản trí tuệ của Đế quốc La Mã. Họ quyết định giấu các hiện vật dễ di chuyển ở Naples, các hiện vật quá lớn thì che và rào lại để tránh làm hư hỏng đạo đức của phụ nữ, trẻ em và người lao động. Chỉ học giả thuộc tầng lớp thượng lưu mới được tiếp cận các hiện vật.
Khiêu dâm lên ảnh sau khi kỹ thuật nhiếp ảnh được phát minh. Charles de Morny, bộ trưởng bộ nội vụ của Napoléon III treo ảnh khiêu dâm khi ghé làng chơi Paris.
Anh là nước đầu tiên có luật thành văn cấm khiêu dâm vào năm 1857, quy định người nào bán sách báo khiêu dâm thì phạm tội, tòa án có quyền tịch thu, tiêu hủy sách báo khiêu dâm. Tuy nhiên, ở Scotland thì tiếp tục áp dụng thông luật. Hoa Kỳ ra luật cấm gửi sách báo khiêu dâm qua bưu điện vào năm 1873. Luật của Anh và Hoa Kỳ không định nghĩa khiêu dâm mà để cho tòa án quyết định.
Thông luật của Anh đã phạt người nào xuất bản sách báo khiêu dâm trước khi có luật thành văn, nhưng không dễ kết án tác giả, nhà xuất bản dù cho nội dung của sách báo rõ ràng là khiêu dâm. Thế kỷ 19, việc xuất bản, buôn bán sách báo, hình ảnh khiêu dâm bị cấm, hàng khiêu dâm phải bị tiêu hủy. Tới thế kỷ 20 thì mới cấm việc sở hữu, coi xem một số loại sách báo khiêu dâm.

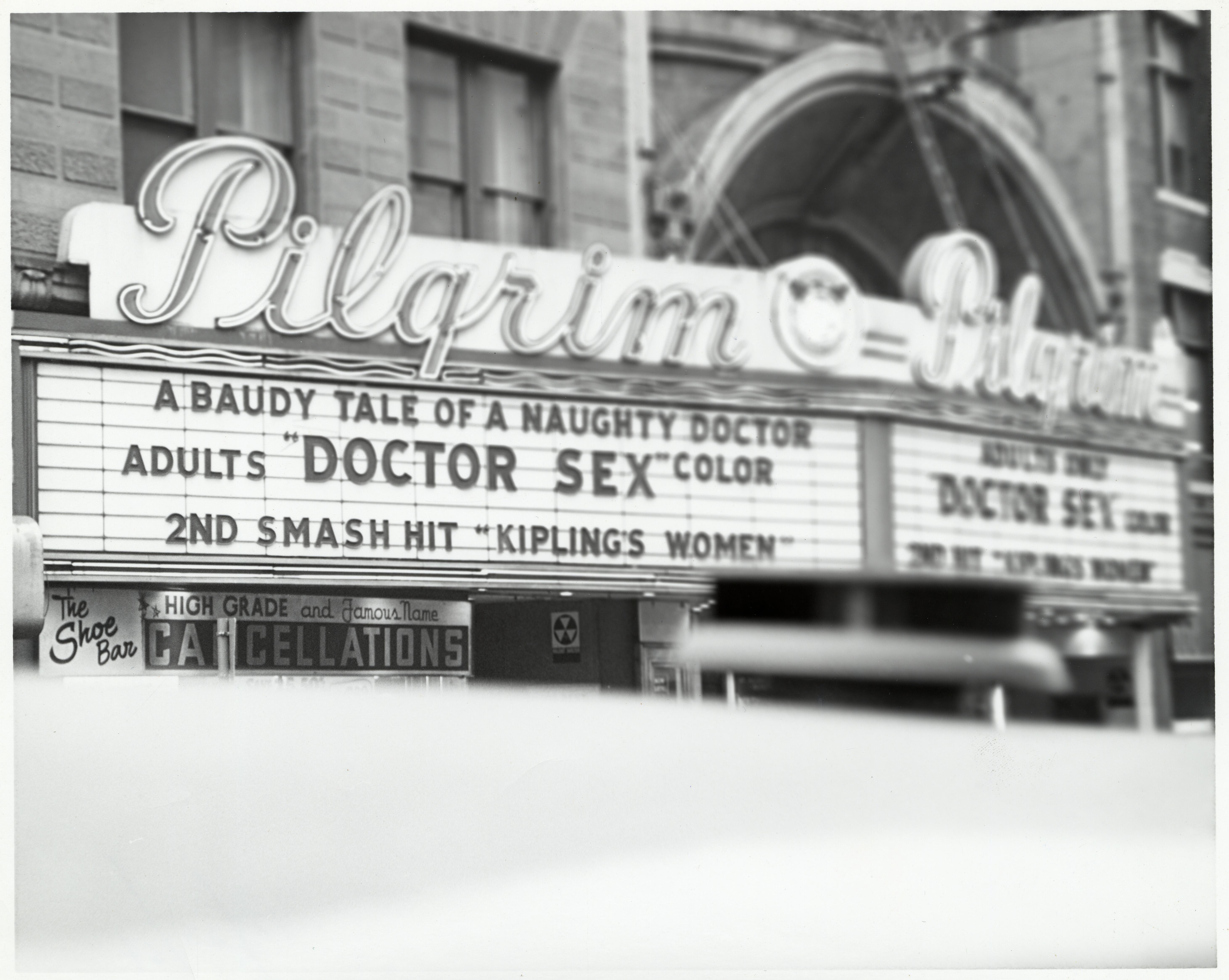
Rạp phim Hoa Kỳ chiếu bộ phim Dr. Sex (1964)

Phim khiêu dâm bắt đầu được sản xuất ngay sau khi kỹ thuật điện ảnh được phát minh vào năm 1895. Ở Hoa Kỳ, những bộ phim của Thomas Edison bị dư luận lên án là đồi bại. Ở Pháp, Eugène Pirou và Albert Kirchner sản xuất bộ phim Le Coucher de la Mariée vào năm 1896, có cảnh diễn viên chính Louise Willy múa thoát y. Ngành điện ảnh Pháp bắt đầu sản xuất dòng phim suồng sã sau khi thấy bộ phim của Pirou bán chạy ở phòng vé.
Phim khiêu dâm bắt đầu được những nhà làm phim nghiệp dư sản xuất vào thập niên 1920, hầu hết ở Pháp và Hoa Kỳ. Cả nhà làm phim lẫn nhà phân phối phim đều có thể bị truy tố, cho nên phim khiêu dâm chỉ được buôn lậu, phân phối ngầm hoặc chiếu kín. Năm 1969, Đan Mạch là nước đầu tiên bỏ kiểm duyệt, khiến cho việc đầu tư và sản xuất phim khiêu dâm bùng nổ. Cùng năm, bộ phim Blue Movie của Andy Warhol là bộ phim có cảnh quan hệ tình dục thật đầu tiên được công chiếu ở Hoa Kỳ. Bộ phim đột phá nền điện ảnh khiêu dâm Hoa Kỳ và truyền cảm hứng cho bộ phim Last Tango in Paris, một bộ phim gợi tình gây tranh cãi có Marlon Brando đóng vai chính.

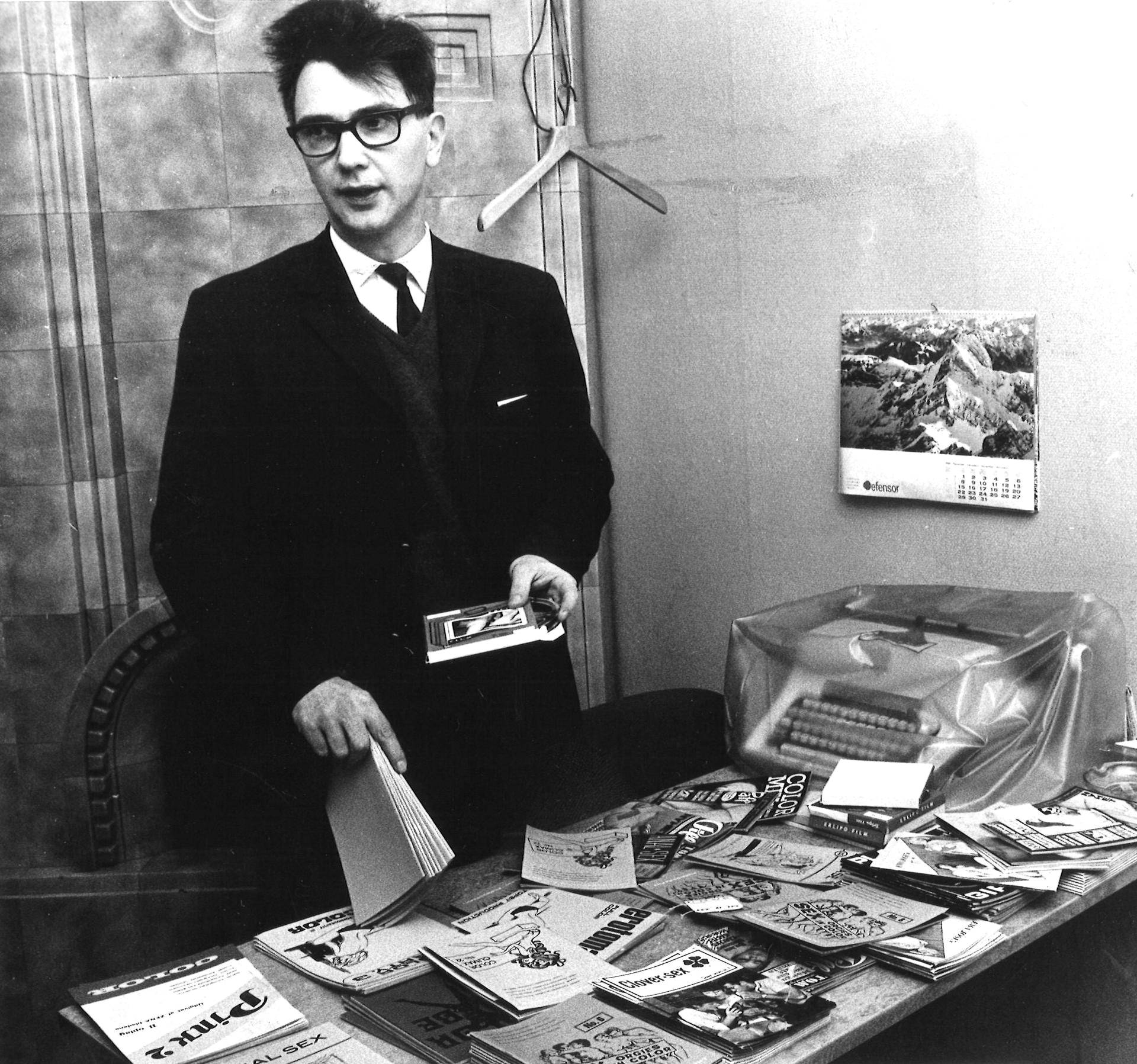
Một số tạp chí khiêu dâm bị hải quan tịch thu vào năm 1969.

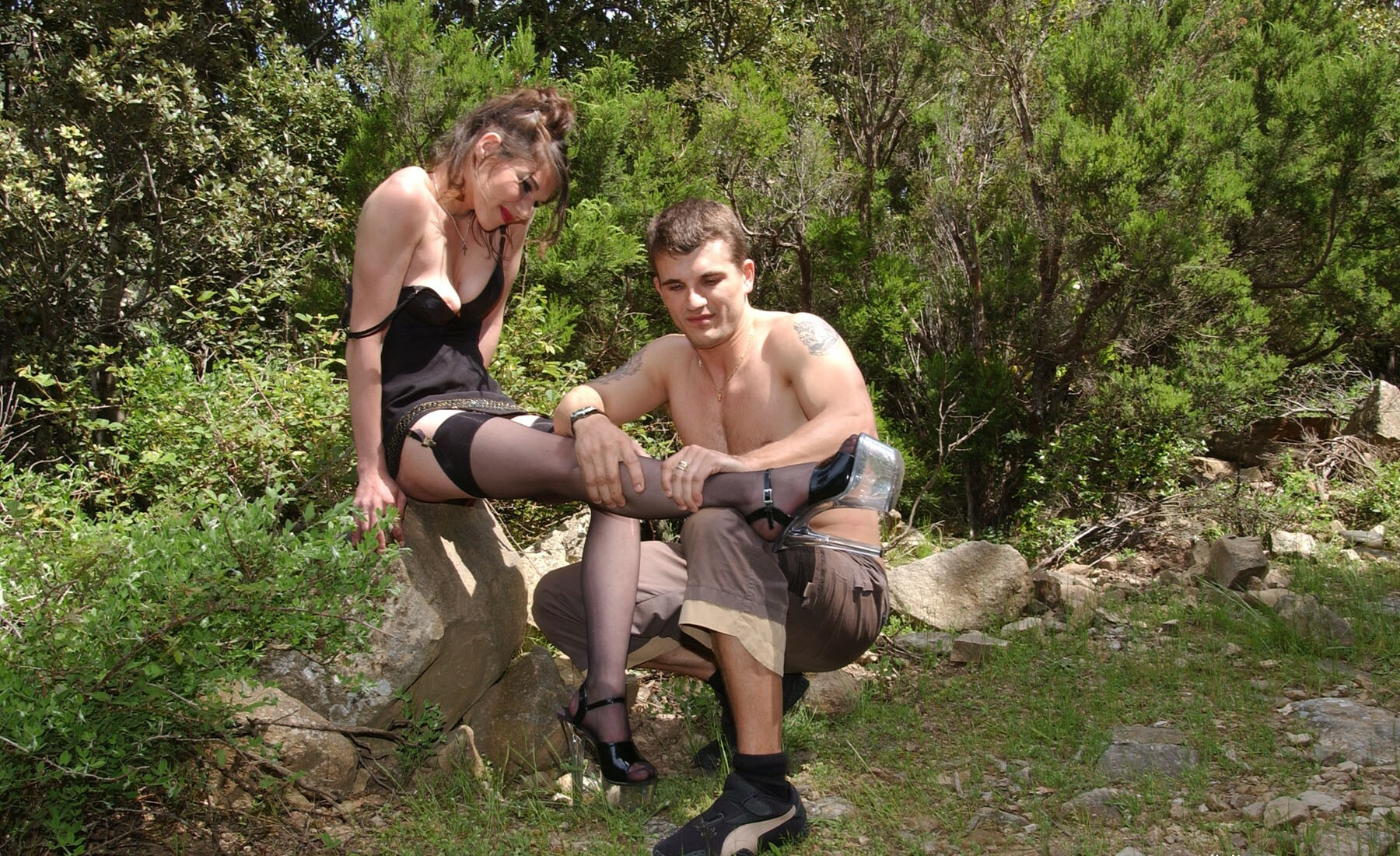
Hai diễn viên khiêu dâm chuẩn bị đóng một cảnh phim.

Số liệu vào năm 2015 cho thấy ngày càng nhiều người xem nội dung khiêu dâm trong những thập kỷ qua, nguyên nhân là nhiều người có thể dễ tiếp cận nội dung khiêu dâm trên Internet nhờ phát minh World Wide Web vào cuối thập niên 1990. Thập niên 2010, nhiều công ty sản xuất nội dung khiêu dâm và trang mạng khiêu dâm lớn như Pornhub, RedTube và YouPorn được MindGeek mua. Có ý kiến rằng MindGeek hiện chiếm độc quyền nội dung khiêu dâm trên mạng.
Nghiên cứu học thuật về khiêu dâm còn hạn chế. Porn Studies là tạp chí học thuật nghiên cứu về khiêu dâm được bình duyệt đầu tiên, xuất bản lần đầu vào năm 2014.

## Phân loại
Nội dung khiêu dâm có thể chia thành hai loại nhẹ và nặng. Cả hai loại đều có cảnh khỏa thân. Nội dung khiêu dâm nhẹ thường là diễn viên khỏa thân trong tình huống khêu gợi tình dục, nhưng không có cảnh hoạt động tình dục, thâm nhập tình dục hay ái vật "quá đáng". Nội dung khiêu dâm nặng thường có cảnh hoạt động tình dục kể cả quan hệ tình dục thật. Hễ có hoạt động tình dục thì nội dung khiêu dâm là nặng. Nội dung khiêu dâm khác với tác phẩm gợi tình bởi vì chủ đích của nội dung khiêu dâm là khêu gợi khoái lạc xác thịt, còn chủ đích của tác phẩm gợi tình là khai thác giá trị nghệ thuật.

## Thương mại

### Kinh tế
Có tranh luận về giá trị cụ thể của ngành kinh doanh khiêu dâm. Năm 1970, chính phủ liên bang Hoa Kỳ ước tính tổng giá trị của nội dung khiêu dâm loại nặng ở Hoa Kỳ không quá 10 triệu đồng đô la. Năm 1998, công ty Forrester Research ước tính doanh thu hàng năm của ngành kinh doanh khiêu dâm trên mạng là 750 triệu tới 1 tỷ đồng đô la.  Nghiên cứu vào năm 2001 ước tính tổng giá trị là từ 2.6 tỷ tới 3.9 tỷ đồng đô la, kể cả nội dung video, đăng ký, trên mạng và tạp chí.
Năm 2011, ngành kinh doanh khiêu dâm là một trong những ngành nghề lớn nhất ở Hoa Kỳ.
Năm 2014, giá trị hàng năm của ngành kinh doanh khiêu dâm ở Hoa Kỳ đạt 13 tỷ đồng đô la. CNBC ước tính cứ một giây người ta chi 3.075 đồng đô la cho nội dung khiêu dâm, cứ 39 phút một video khiêu dâm được sản xuất.
Nội dung khiêu dâm được công nhận là một nhân tố giúp cho định dạng VHS vào thập niên 1970, 1980 và Blu-ray vào thế kỷ 21 trở nên thịnh hành.

### Kỹ thuật
Nội dung khiêu dâm được xem là một động lực phát triển những kỹ thuật như máy in ép, nhiếp ảnh, truyền hình vệ tinh, băng đĩa hình cho thuê, những hình thức video khác và Internet.
Thể loại nội dung khiêu dâm "dòm lén" ra đời khi thiết bị chụp, thu hình không dây được phổ biến.

#### Nội dung khiêu dâm mô phỏng bằng máy tính
Mô phỏng nội dung khiêu dâm là một trong những ứng dụng đầu tiên được đưa ra cho kỹ thuật đồ họa máy tính và kết xuất đồ họa ba chiều. Tiến bộ kỹ thuật đã cải thiện độ tinh vi của những nhân vật ba chiều trong nội dung khiêu dâm tương tác.

### Mức tiêu thụ
Số đông đàn ông Hoa Kỳ xem nội dung khiêu dâm.
Kết quả nghiên cứu vào năm 2002 cho thấy đa số người dân Na Uy xem nội dung khiêu dâm.
Kết quả một cuộc khảo sát tần suất xem nội dung khiêu dâm của đàn ông Hoa Kỳ 18-26 tuổi cho thấy 87% số người tham gia xem khiêu dâm ít nhất một lần mỗi tháng, gần một nửa xem ít nhất một lần mỗi tuần.

### Sản xuất và phân phối nội dung khiêu dâm

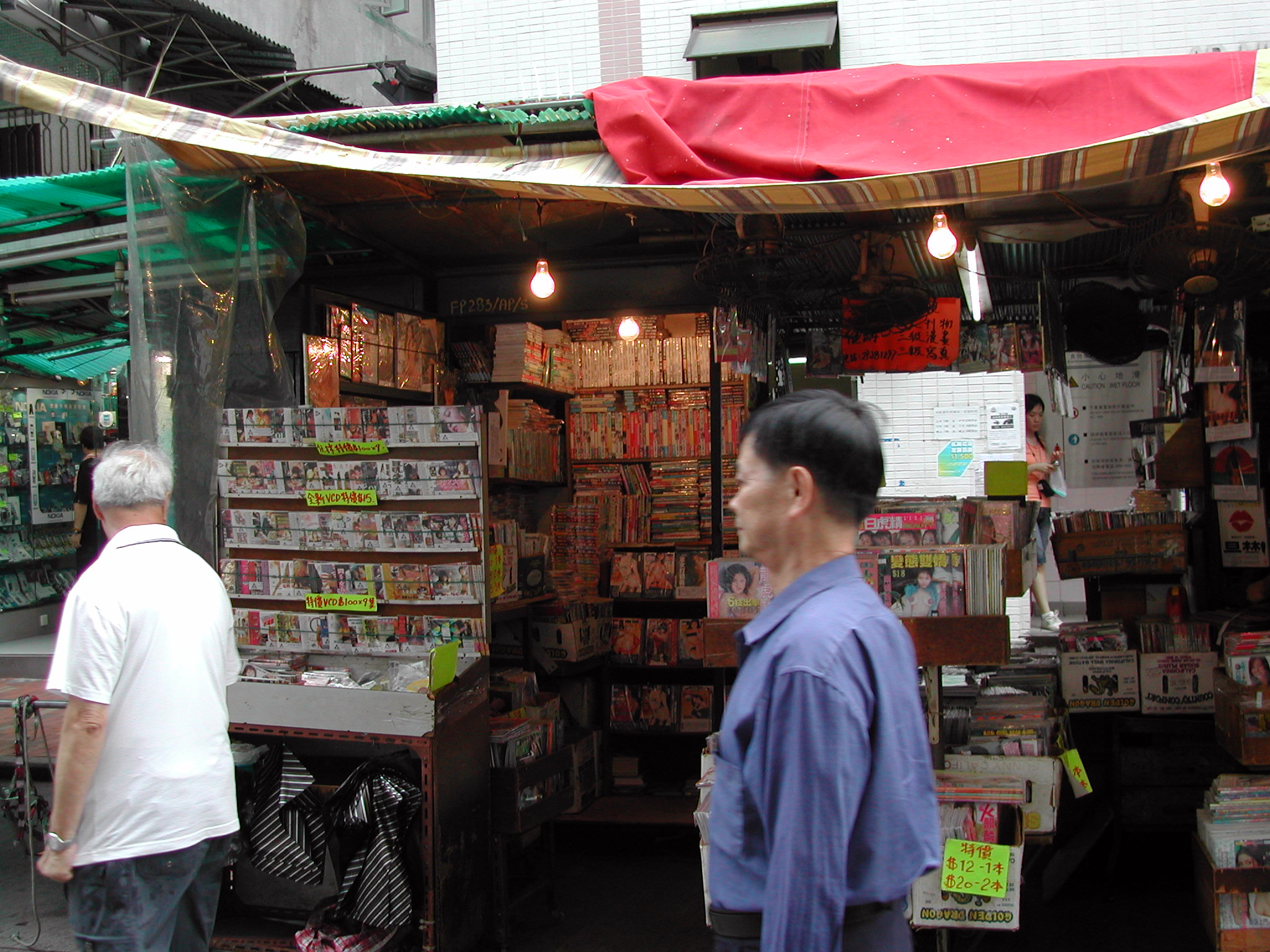
Quầy sách báo khiêu dâm ở Hồng Kông.

Ở Hoa Kỳ, ngành điện ảnh khiêu dâm tập trung ở Thung lũng San Fernado tại Los Angeles. MetaCert, một công ty chuyên làm an ninh mạng cho biết Hoa Kỳ là nước lưu hành nhiều nội dung khiêu dâm nhất trên thế giới, chiếm 60% tổng số trang mạng khiêu dâm. Ở châu Âu, Budapest được công nhận là trung tâm của ngành khiêu dâm.
Ngành kinh doanh khiêu dâm vận động xử lý việc xem, tải lậu nội dung khiêu dâm và đã đệ đơn kiện cá nhân, tổ chức tải, phân phối lậu nội dung khiêu dâm.

## Hệ lụy của việc xem nội dung khiêu dâm
Nghiên cứu về hệ lụy của nội dung khiêu dâm tập trung vào ảnh hưởng đối với hiếp dâm, bạo lực gia đình, yếu sinh lý, khả năng tạo mối quan hệ thân mật và dâm ô đối với trẻ em. Hiện tại không có đủ căn cứ kết luận nội dung khiêu dâm gây nghiện. Không có đủ căn cứ kết luận có chứng nghiện thủ dâm hoặc xem khiêu dâm. Kết quả nghiên cứu không thống nhất về ảnh hưởng của sự chấp thuận nội dung trong xã hội đối với tỷ lệ hiếp dâm và bạo lực tình dục.

## Quy định pháp luật

Quy định pháp luật của các nước về khiêu dâm (18+)
Không cấm khiêu dâm
Không cấm khiêu dâm, nhưng có điều chỉnh
Cấm khiêu dâm
Không có thông tin

Mỗi nước có quy định pháp luật khác nhau về nội dung khiêu dâm. Nội dung khiêu dâm nặng thường bị quản lý chặt chẽ hơn nội dung khiêu dâm nhẹ. Gần như tất cả các nước đều cấm khiêu dâm trẻ em. Một vài nước hạn chế nội dung hiếp dâm và nội dung quan hệ tình dục với động vật.
Hầu hết các nước đều cấm phổ biến nội dung khiêu dâm cho người chưa thành niên. Người chưa thành niên bị hạn chế tiếp cận nội dung khiêu dâm. Tuy nhiên, đôi khi không có hiệu quả. Ví dụ: các trang mạng khiêu dâm yêu cầu người xem phải đủ 18 tuổi trở lên, nhưng không có cách xác minh số tuổi người xem nhập vào.

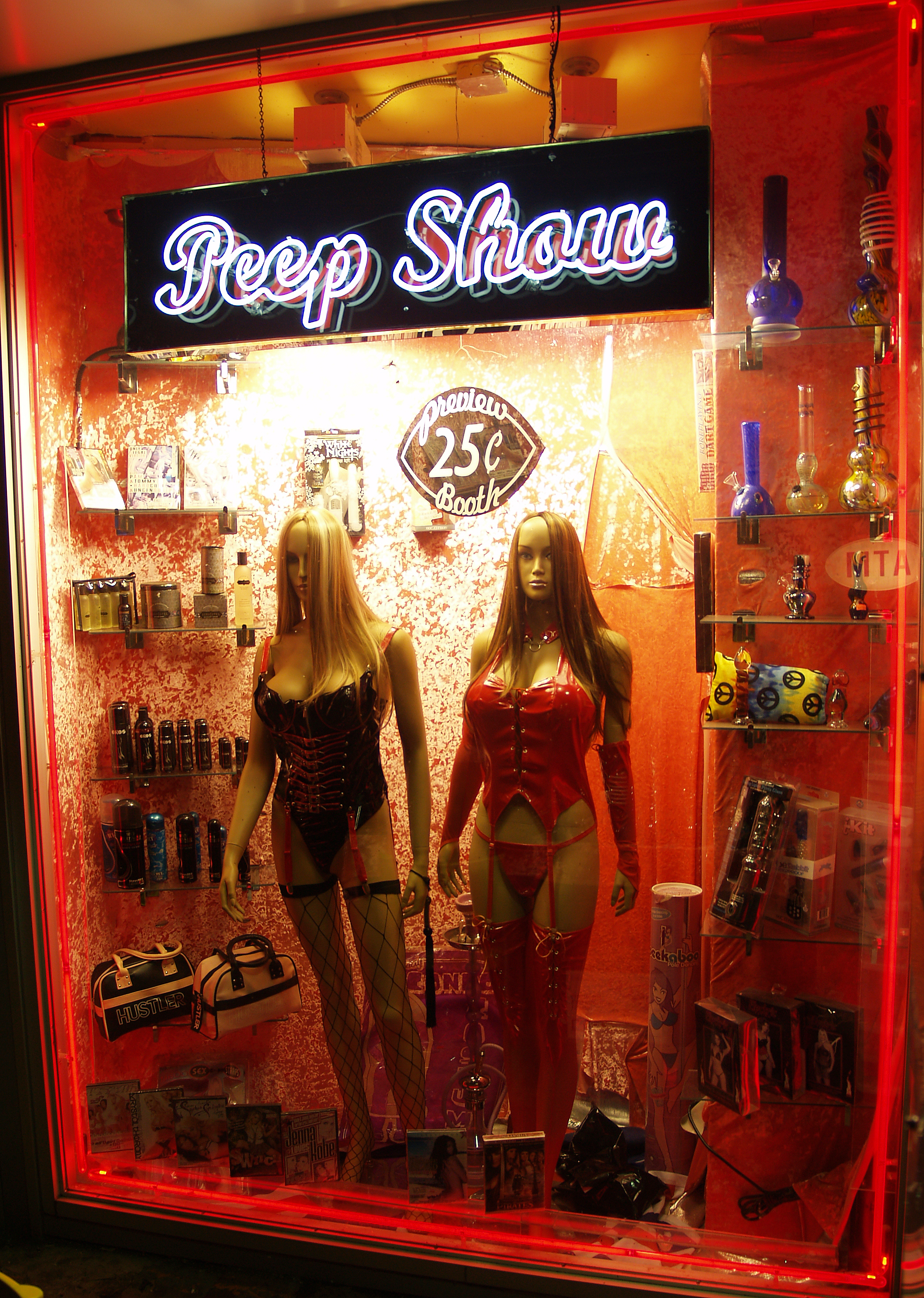
Đồ dùng khiêu dâm được trưng bày trong cửa kính của cửa hàng khiêu dâm, thường không có giới hạn độ tuổi được vào

Ở California, quy định pháp luật là diễn viên khiêu dâm phải đeo bao cao su trong cảnh quan hệ tình dục. Bởi vì thị hiếu người xem là quan hệ tình dục không bao, nhiều hãng phim quay ở những bang khác. Miami là địa điểm sản xuất nội dung khiêu dâm nghiệp dư lớn. Twitter giúp lăng xê nhiều diễn viên do không kiểm duyệt nội dung đăng trên nền tảng, khác với Instagram và Facebook.
Có người như nhà sản xuất nội dung khiêu dâm Larry Flynt và nhà văn Salman Rushdie cho rằng xã hội có văn minh và tự do không là tùy xã hội đó có chấp nhận nội dung khiêu dâm không.
Nội dung khiêu dâm có thể xâm phạm quyền lợi của người trong nội dung, nhất là khi không có sự đồng thuận của người đó. Ví dụ: một người bạn tình bất mãn có thể phát tán hình ảnh, video quan hệ tình dục của người kia trên mạng mà không xin phép. Một vài nước đã có luật cấm hành vi này. Ngoài ra, có trường hợp phụ nữ bị chụp hình lén dưới váy, dẫn tới yêu cầu nhà nước quy định nó là hành vi hình sự mà tăng mức hình phạt.

### Bản quyền
Ở Hoa Kỳ, một vài tòa án đã quyết định nội dung khiêu dâm được bảo hộ bản quyền. Tuy nhiên, những tòa án khác thì lại xử rằng nội dung khiêu dâm không được bảo hộ. Gần đây nhất là năm 2012 có vụ kiện quyền bảo hộ bản quyền đối với tác phẩm khiêu dâm ở Hoa Kỳ.

## Quan điểm

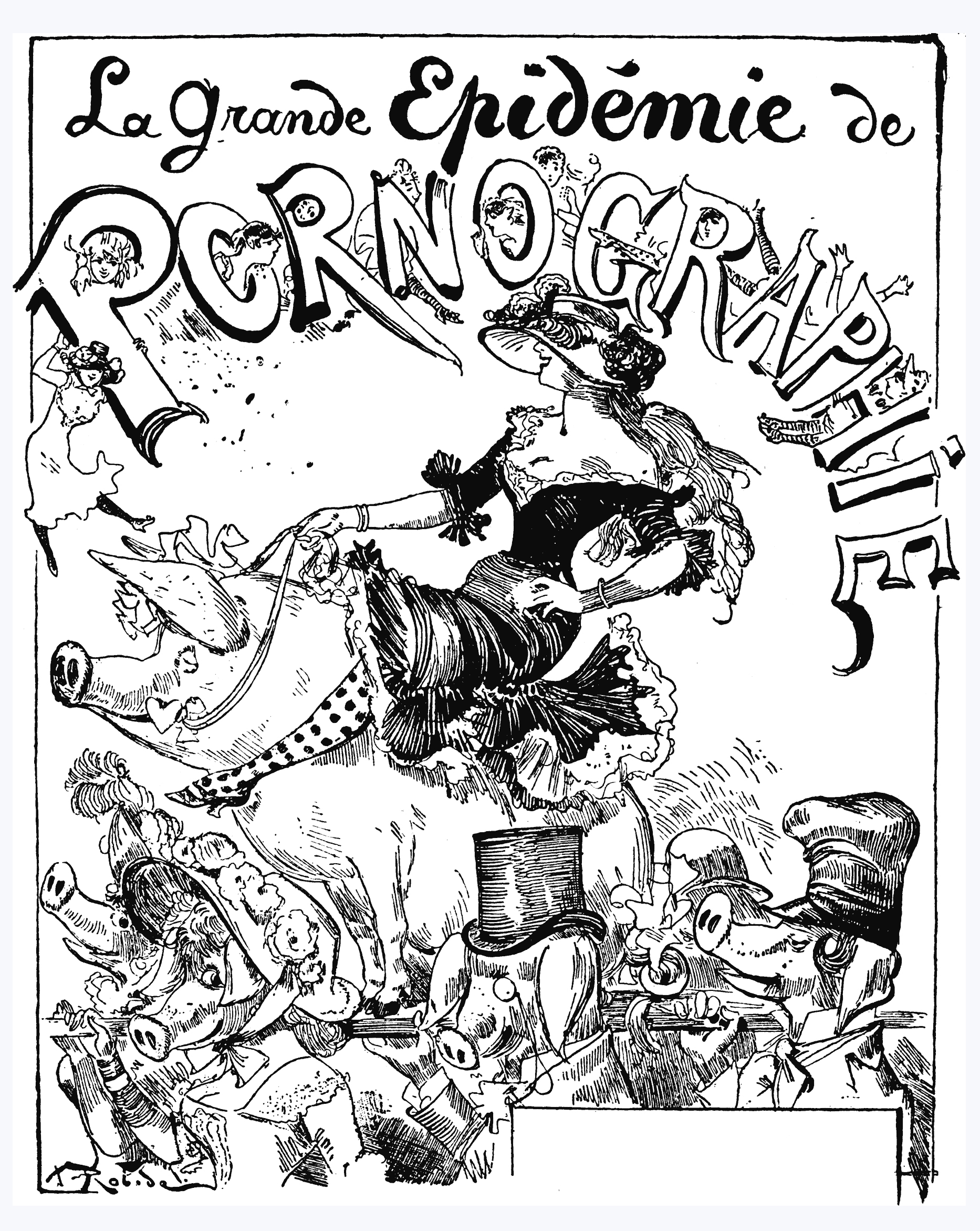
Tranh biếm họa Pháp về "đại dịch khiêu dâm" vào thế kỷ 19

Thường có ba nhóm phản đối nội dung khiêu dâm: chính quyền, phong trào nữ quyền và tôn giáo.

### Quan điểm nữ quyền
Nhiều nhà nữ quyền cho rằng mọi hình thức sản xuất, tiêu thụ nội dung khiêu dâm đều hạ phẩm giá của phụ nữ và góp phần gây tình trạng bạo lực đối với phụ nữ. Đối với sản xuất thì phụ nữ bị ép buộc làm nội dung khiêu dâm về mặt thể xác, tâm lý, tài chính. Đối với tiêu thụ thì nội dung khiêu dâm gây nhận thức sai lầm rằng sự chi phối, làm nhục, cưỡng dâm phụ nữ là ổn và củng cố những thành kiến văn hóa, xã hội tiếp tay cho hành vi hiếp dâm, quấy rối tình dục.
Tuy nhiên, những nhà nữ quyền khác thì cho rằng phụ nữ vào ngành khiêu dâm là có lợi cho phụ nữ trong ngành, bởi vì phụ nữ trong khâu sản xuất có thể định hướng nội dung khiêu dâm cho phù hợp với thị hiếu người xem là phụ nữ và hợp tác với diễn viên nữ.

### Quan điểm tôn giáo
Các tổ chức tôn giáo đóng vai trò quan trọng trong việc thúc đẩy chính quyền kiểm soát nội dung khiêu dâm. Ở Hoa Kỳ, tín ngưỡng tôn giáo định hướng chính kiến về nội dung khiêu dâm.
Tạp chí Christianity Today nhận định, "[...] hiện nay nam giới theo đạo Tin Lành, hay đi lễ nhà thờ là nhóm nam giới duy nhất ở Hoa Kỳ cưỡng lại văn hóa chấp nhận nội dung khiêu dâm". Một kết quả nghiên cứu cho thấy đối với các tín đồ Kitô giáo thì mỗi tuần Tin Lành xem nội dung khiêu dâm thường xuyên hơn Công giáo.

### Ủng hộ
- Bright, Susie (1990). Susie Sexpert's lesbian sex world. Pittsburgh: Cleis Press. ISBN 978-0939416356.
- Bright, Susie (1992). Susie Bright's sexual reality: a virtual sex world reader. Pittsburgh, Pennsylvania: Cleis Press. ISBN 978-0939416592. Both of Bright's books challenge any equations between feminism and anti-pornography positions.
- Hunter, Jack (ngày 14 tháng 9 năm 2012), "Art or obscene? (blog)", trong Dodson, Betty (biên tập), Feminism and free speech: pornography, Feminists for Free Expression 1993, truy cập ngày 8 tháng 5 năm 2002
- Ellis, Kate (1988). Caught looking: feminism, pornography & censorship (ấn bản thứ 2). Seattle: Real Comet Press. ISBN 978-0941104234.
- Griffin, Susan (1981). Pornography and silence: culture's revenge against nature. New York: Harper & Row. ISBN 978-0060116477.
- Gever, Matthew (ngày 3 tháng 12 năm 1998). "Pornography helps women, society". Daily Bruin. UCLA. Bản gốc lưu trữ ngày 1 tháng 1 năm 2012. Truy cập ngày 3 tháng 7 năm 2011. Student run newspaper.
- Gregory, Michele. "Pro-Sex Feminism: Redefining Pornography (or, a study in alliteration: the pro pornography position paper)". Witsendzine.com. Lưu trữ bản gốc ngày 9 tháng 8 năm 2002. Truy cập ngày 3 tháng 7 năm 2011.
- Juno, Andrea; Vale, V. (Fall 1991). Angry women. Quyển 13. Re/Search Publications. ISBN 978-0940642249. {{Chú thích sách}}: Đã bỏ qua |journal= (trợ giúp) Performance artists and literary theorists who challenge Dworkin and MacKinnon.
- McElroy, Wendy (ngày 29 tháng 6 năm 2000). "You are what you read?". lewrockwell.com. Truy cập ngày 3 tháng 7 năm 2011. Defends the availability of pornography, and condemns feminist anti-pornography campaigns.
- McElroy, Wendy. "A feminist overview of pornography, ending in a defense thereof". wendymcelroy.com. Truy cập ngày 3 tháng 7 năm 2011.
- McElroy, Wendy. "A feminist defense of pornography". Council for Secular Humanism. Lưu trữ bản gốc ngày 1 tháng 9 năm 2013. Truy cập ngày 3 tháng 7 năm 2011.
- McElroy, Wendy (2008). "Pornography". Trong Hamowy, Ronald (biên tập). The Encyclopedia of Libertarianism. Thousand Oaks, CA: Sage; Cato Institute. tr. 381–383. ISBN 978-1412965804.
- Newitz, Annalee (ngày 8 tháng 5 năm 2002). "Obscene feminists: why women are leading the battle against censorship". San Francisco Bay Guardian. San Francisco Newspaper Company. Truy cập ngày 3 tháng 7 năm 2011.
- Strossen, Nadine (2000). Defending pornography: free speech, sex, and the fight for women's rights. New York & London: New York University Press. ISBN 978-0814781494.

Review of Strossen's book: Blumen, Jonathan (tháng 11 năm 1995). "Nadine Strossen: pornography must be tolerated". The Ethical Spectacle. Quyển 1 số 11.
- Tucker, Scott (1990). "Gender, fucking, and utopia: an essay in response to John Stoltenberg's Refusing to Be a Man". Social Text. Quyển 27 số 27. tr. 3–34. doi:10.2307/466305. JSTOR 466305. Critique of Stoltenberg and Dworkin's positions on pornography and power.
- Williams, Linda (1989). Hard core: power, pleasure, and the "frenzy of the visible". Berkeley: University of California Press. ISBN 978-0520066533.

Also as: Williams, Linda (1999). Hard core: power, pleasure, and the "frenzy of the visible" . Berkeley: University of California Press. ISBN 978-0520219434.
- Williams, Linda, biên tập (2004). Porn studies. Durham, North Carolina: Duke University Press. ISBN 978-0822333128.

### Phản đối
- Assiter, Alison (1989). Pornography, feminism, and the individual. London Winchester, Massachusetts: Pluto Press. ISBN 978-0745303192. Assiter advocates seeing pornography as epitomizing a wider problem of oppression, exploitation and inequality which needs to be better understood.
- Carse, Alisa L. (tháng 2 năm 1995). "Pornography: an uncivil liberty?". Hypatia: A Journal of Feminist Philosophy. Quyển 10 số 1. tr. 155–182. doi:10.1111/j.1527-2001.1995.tb01358.x. JSTOR 3810463. S2CID 143469688. An argument for approaches to end harm to women caused by pornography.
- Davies, Alex (tháng 3 năm 2014). "How to silence content with porn, context and loaded questions". European Journal of Philosophy. Quyển 24 số 2. tr. 498–522. doi:10.1111/ejop.12075. (Online version before inclusion in an issue.) An illustration of Catharine Mackinnon's theory that pornography silence's women's speech, this illustration differs from one given by Rae Langton (below).
- Hill, Judith M. (tháng 6 năm 1987). "Pornography and degradation". Hypatia: A Journal of Feminist Philosophy. Quyển 2 số 2. tr. 39–54. doi:10.1111/j.1527-2001.1987.tb01064.x. JSTOR 3810015. S2CID 145504474. A critique of the pornographic industry within a Kantian ethical framework.
- Kimmel, Michael (1990). Men confront pornography. New York: Crown. ISBN 978-0517569313. A variety of essays that try to assess ways that pornography may take advantage of men.
- Langton, Rae (Autumn 1993). "Speech acts and unspeakable acts". Philosophy & Public Affairs. Quyển 22 số 4. tr. 293–330. JSTOR 2265469. Pdf. A description of Catharine Mackinnon's theory that pornography silence's women's speech, this description differs from the one given by Alex Davies (above).
- Lubben, Shelley. Secondary negative effects on employees of the pornographic industry (PDF). Bản gốc (PDF) lưu trữ ngày 23 tháng 3 năm 2012.
- MacKinnon, Catharine (1983). "Not a moral issue". Yale Law & Policy Review. Quyển 2 số 2. tr. 321–345. JSTOR 40239168. Pdf. An argument that pornography is one element of an unjust institution of the subordination of women to men.
- MacKinnon, Catharine A. (1987), "Francis Biddle's sister: pornography, civil rights, and speech", trong MacKinnon, Catharine A. (biên tập), Feminism unmodified: discourses on life and law, Cambridge, Massachusetts: Harvard University Press, tr. 177, 181 and 193, ISBN 978-0674298743. Preview. An argument that pornography silences women therefore acting as an infringement of free speech (see Davies above, and Langton, also above).
- MacKinnon, Catharine A. (tháng 1 năm 1989). "Sexuality, pornography, and method: "Pleasure under Patriarchy"". Ethics. Quyển 99 số 2. tr. 314–346. doi:10.1086/293068. JSTOR 2381437. S2CID 170231533.
- Vadas, Melinda (tháng 9 năm 1987). "A first look at the Pornography/Civil Rights Ordinance: could pornography be the subordination of women?". The Journal of Philosophy. Quyển 84 số 9. tr. 487–511. doi:10.5840/jphil198784938. JSTOR 2027061. A defence of the Dworkin-MacKinnon definition and condemnation of pornography employing putatively relatively rigorous analysis.

See also: Parent, W. A. (tháng 4 năm 1990). "A second look at pornography and the subordination of women". The Journal of Philosophy. Quyển 87 số 4. tr. 205–211. doi:10.2307/2026681. JSTOR 2026681. A criticism of Vadas' paper.
- Vadas, Melinda (tháng 8 năm 1992). "The Pornography/Civil Rights Ordinance v. The BOG: and the winner is...?". Hypatia: A Journal of Feminist Philosophy. Quyển 7 số 3. tr. 94–109. doi:10.1111/j.1527-2001.1992.tb00906.x. JSTOR 3809874. S2CID 144631352. An argument that pornography increases women's vulnerability to rape.
- Various (1988). Pornography and sexual violence: evidence of the links. The complete transcript of Public Hearings on Ordinances to Add Pornography as Discrimination Against Women: Minneapolis City Council, Government Operations Committee, 12 and 13 December 1983. London: Everywoman. ISBN 978-1870868006. A representation of the causal connections between pornography and violence towards women.
- Whisnant, Rebecca (2015), "Not your father's Playboy, not your mother's feminist movement: feminism in porn", trong Kiraly, Miranda; Tyler, Meagan (biên tập), Freedom fallacy: the limits of liberal feminism, Ballarat, Victoria: Connor Court Publishing, ISBN 978-1925138542.

### Trung lập hoặc trái chiều
- Vance, Carole, biên tập (1984). Pleasure and danger: exploring female sexuality. Boston: Routledge & K. Paul. ISBN 978-0710202482. Collection of papers from 1982 conference; visible and divisive split between anti-pornography activists and lesbian S&M theorists.
- Real Your Brain on Porn. Retrieved 2019-04-14.